# CSS Alabama

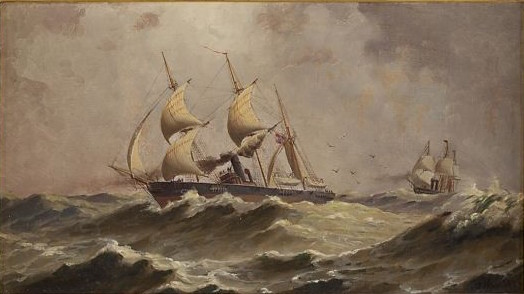
Рейдер «Алабама» уникає погоні фрегата США.

CSS Alabama — гвинтовий шлюп, побудований 1862 року для Конфедеративних Штатів Америки британською корабельнею John Laird Sons and Company (знаходилась у Беркенгеді на Мерсі, навпроти Ліверпуля). 

## Воєнна діяльність
«Alabama» був успішним рейдером та атакував кораблі та торгові судна США впродовж двох років, при цьому заявив про 65 призів, з яких 28 припало на 1862 рік. 
За весь час своєї рейдерської діяльності корабель жодного разу не проходив докування у порту Конфедерації. 
У червні 1864 року «Alabama» нарешті був потоплений шлюпом «Кірсардж» неподалік від Шербура (Франція).

### Перемоги
21 лютого 1863 році у Мексиканській затоці «Alabama» перехопив та знищив судно «Golden Eagle», що перевозило 1200 тонн гуано з тихоокеанської копальні на острові Гауленд. 

## Наслідки

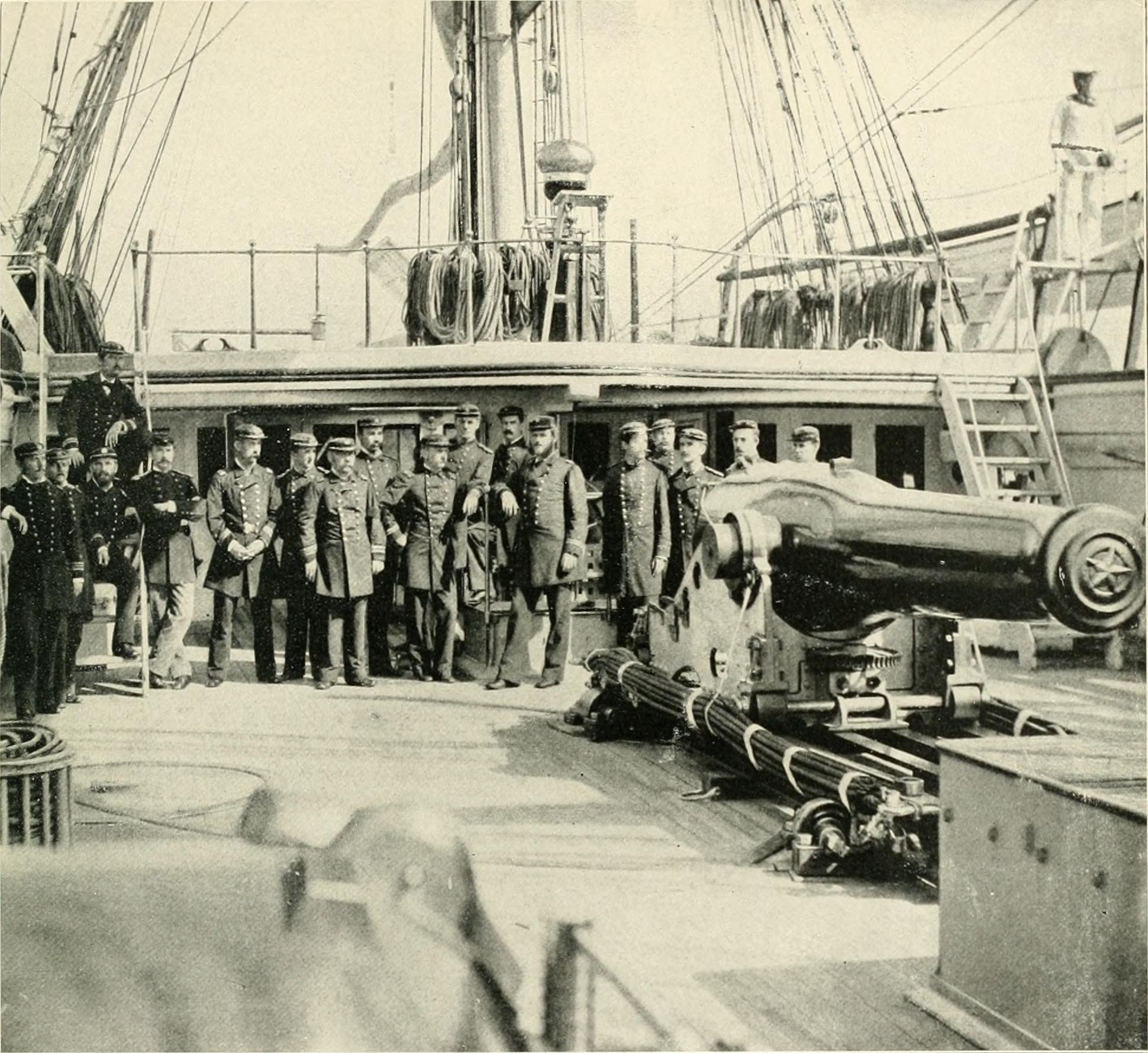
«Гармата. яка потопила „Alabama“ (з The Photographic History of The Civil War)

Під час своєї дворічної кар'єри як рейдера „Алабама“ шкодив торговельному судноплавству Союзу по всьому світу. Загальна вартість призів сягнула близько 6 мільйонів доларів (приблизно $ 96 мільйонів у сьогоднішніх доларах).
Важливими для розвитку міжнародного права стали претензії щодо «Алабами», які висунув уряд США проти Великої Британії за збитки, завдані «Алабамою» та іншими рейдерами, встановленими у Великій Британії. Міжнародна арбітражна комісія присудила виплату 15,5 млн доларів на користь США для компенсації збитків.